# Bruntridactylus formosanus
Bruntridactylus formosanus är en insektsart som först beskrevs av Tokuichi Shiraki 1930.  Bruntridactylus formosanus ingår i släktet Bruntridactylus och familjen Tridactylidae. Inga underarter finns listade i Catalogue of Life.